# Adam Ant
Adam Ant ist der Künstlername des britischen Sängers, Musikers und Schauspielers Stuart Leslie Goddard (* 3. November 1954 in London). Er war zwischen 1977 und 1982 Frontmann der New-Wave und New-Romantic-Band Adam & the Ants und begann danach eine Solokarriere.

## Biografie
Die Band formierte sich 1977 und bestand neben Goddard aus Lester Square (Gitarre), Andy Warren (Bass) und Paul Flanagan (Schlagzeug). Die Besetzung wechselte jedoch bis zur Aufnahme des ersten Albums 1979 mehrfach. Der frühere Manager der Sex Pistols, Malcolm McLaren, stieß im Oktober 1979 auf die Band, die bis dahin nur mäßig erfolgreich war. McLaren verpflichtete die damaligen Ants-Mitglieder Matthew Ashman (Gitarre), Leigh Gorman (Bass) und David Barbarossa (Schlagzeug) für die neue Band Bow Wow Wow. Goddard formierte danach abermals neue Ants, nun bestehend aus Marco Pirroni (Gitarre), Kevin Mooney (Bass) und den beiden Schlagzeugern Terry Lee Miall und Merrick, bürgerlich Chris Hughes. Für das Album Prince Charming stieg dann noch Gary Tibbs von Roxy Music mit ein.
Seit 1982 erschienen die Platten nur noch unter dem Namen Adam Ant (ein Klang-Wortspiel mit dem englischen ‚adamant‘ = steinhart, felsenfest), wobei auf der LP Strip Phil Collins für die Singleauskopplungen Strip und Puss’n Boots sowohl Schlagzeug spielte als auch die Lieder produzierte.
1985 trat Adam Ant mit dem Lied Vive le Rock bei Live Aid auf, unterbrach jedoch anschließend für mehrere Jahre seine musikalische Karriere. Erst seit 1990 folgen in längeren Abständen wieder neue Veröffentlichungen.
Seine größten Hits hatte er in der ersten Hälfte der 1980er Jahre mit Antmusic, Stand and Deliver, Dog Eat Dog, Prince Charming, Ant Rap und Goody Two Shoes.
Seit Mitte der 1980er versuchte er sich verstärkt als Schauspieler, sowohl in Spielfilmen (unter anderem Nomads – Tod aus dem Nichts, Cold Steel, Trust Me) und Fernsehserien (darunter Sledge Hammer, Ausgerechnet Alaska, Nikita) als auch auf der Bühne (Funeral Games, Entertaining Mr. Sloane), seine einzige Hauptrolle hatte er in der Vampir-Komödie Love Bites.
Pläne für eine 1980er-Tribute-Tour mussten 2002 aufgegeben werden, da Adam Ant unter einer bipolaren Störung litt. 2003 nahm er eine neue Version seines Hits Stand and Deliver auf, mit geändertem Text, unter dem Titel Save the Gorilla. Dieser und einige weitere Songs, die zugunsten des Dian Fossey Gorilla Fund auf einer Maxi-CD erscheinen sollten, wurden (nach Einspruch des Mitkomponisten Marco Pirroni sowie der Plattenfirma) nie offiziell veröffentlicht.
Am 24. September 2007 stand Adam im Rahmen der Präsentation seiner Autobiografie Stand and Deliver in Bloomsbury (England) das erste Mal seit fast 12 Jahren wieder auf einer Bühne. Begleitet von seinem langjährigen Freund Dave Pash, einem klassischen Gitarristen, spielte er akustische Versionen eigener Stücke sowie Coverversionen und las Teile aus seiner Biografie. Adam verließ die Bühne nach mehreren Zugaben mit dem Versprechen, es werde „mehr von Adam Ant“ geben. Von diesem Auftritt erschien Ende 2008 unter dem Titel Live at the Bloomsbury ein Mitschnitt auf CD, der nur online erhältlich ist.
Viele Musiker nennen Adam Ant als Einfluss, z. B. Elastica, Gene, Nine Inch Nails, Client, Robbie Williams, Kaiser Chiefs und Marilyn Manson.

## Diskografie

### Studioalben
| Jahr | Titel                                                              | Höchstplatzierung, Gesamtwochen, AuszeichnungChartplatzierungen (Jahr, Titel, Platzierungen, Wochen, Auszeichnungen, Anmerkungen) | Höchstplatzierung, Gesamtwochen, AuszeichnungChartplatzierungen (Jahr, Titel, Platzierungen, Wochen, Auszeichnungen, Anmerkungen) | Höchstplatzierung, Gesamtwochen, AuszeichnungChartplatzierungen (Jahr, Titel, Platzierungen, Wochen, Auszeichnungen, Anmerkungen) | Höchstplatzierung, Gesamtwochen, AuszeichnungChartplatzierungen (Jahr, Titel, Platzierungen, Wochen, Auszeichnungen, Anmerkungen) | Anmerkungen                                                   |
| Jahr | Titel                                                              | DE | AT | UK | US | Anmerkungen                                                   |
| ---- | ------------------------------------------------------------------ | --- | --- | --- | --- | ------------------------------------------------------------- |
| 1979 | Dirk Wears White Sox                                               | — | — | UK16 Gold · (29 Wo.)UK | — | Erstveröffentlichung: 30. November 1979 als Adam and the Ants |
| 1980 | Kings of the Wild Frontier                                         | DE11 (16 Wo.)DE | AT18 (4 Wo.)AT | UK1 Platin · (66 Wo.)UK | US44 Gold · (35 Wo.)US | Erstveröffentlichung: 7. November 1980 als Adam and the Ants  |
| 1981 | Prince Charming                                                    | DE21 (17 Wo.)DE | — | UK2 Platin · (21 Wo.)UK | US94 (21 Wo.)US | Erstveröffentlichung: 6. November 1981 als Adam and the Ants  |
| 1982 | Friend or Foe                                                      | DE55 (2 Wo.)DE | — | UK5 Gold · (12 Wo.)UK | US16 Gold · (36 Wo.)US | Erstveröffentlichung: 11. Oktober 1982                        |
| 1983 | Strip                                                              | — | — | UK20 Silber · (8 Wo.)UK | US65 (26 Wo.)US | Erstveröffentlichung: 7. November 1983                        |
| 1985 | Vive le Rock                                                       | — | — | UK42 (3 Wo.)UK | US131 (7 Wo.)US | Erstveröffentlichung: 2. September 1985                       |
| 1990 | Manners & Physique                                                 | — | — | UK19 (3 Wo.)UK | US57 (20 Wo.)US | Erstveröffentlichung: 12. März 1990                           |
| 1995 | Wonderful                                                          | — | — | UK24 (2 Wo.)UK | US143 (9 Wo.)US | Erstveröffentlichung: 7. März 1995                            |
| 2013 | Adam Ant Is the Blueblack Hussar in Marrying the Gunner’s Daughter | — | — | UK25 (1 Wo.)UK | — | Erstveröffentlichung: 21. Januar 2013                         |

### Livealben
- 1994: Live
- 2008: Live at The Bloomsbury
- 2016: Kings of the Wild Frontier Disc Two

### Kompilationen
| Jahr | Titel                                             | Höchstplatzierung, Gesamtwochen, AuszeichnungChartplatzierungen (Jahr, Titel, Platzierungen, Wochen, Auszeichnungen, Anmerkungen) | Höchstplatzierung, Gesamtwochen, AuszeichnungChartplatzierungen (Jahr, Titel, Platzierungen, Wochen, Auszeichnungen, Anmerkungen) | Höchstplatzierung, Gesamtwochen, AuszeichnungChartplatzierungen (Jahr, Titel, Platzierungen, Wochen, Auszeichnungen, Anmerkungen) | Höchstplatzierung, Gesamtwochen, AuszeichnungChartplatzierungen (Jahr, Titel, Platzierungen, Wochen, Auszeichnungen, Anmerkungen) | Anmerkungen                                                    |
| Jahr | Titel                                             | DE | AT | UK | US | Anmerkungen                                                    |
| ---- | ------------------------------------------------- | --- | --- | --- | --- | -------------------------------------------------------------- |
| 1993 | Antmusic – The Very Best of Adam Ant              | — | — | UK6 (11 Wo.)UK | — | Erstveröffentlichung: August 1993                              |
| 1999 | The Very Best of Adam and the Ants                | — | — | UK33 Gold · (8 Wo.)UK | — | Erstveröffentlichung: 5. April 1999 als Adam and the Ants      |
| 2006 | Stand & Deliver: The Very Best of Adam & the Ants | — | — | UK39 Silber · (2 Wo.)UK | — | Erstveröffentlichung: 26. September 2006 als Adam and the Ants |

Weitere Kompilationen
- 1986: Hits (UK: Gold)
- 1990: Antics in the Forbidden Zone
- 1990: Peel Sessions
- 1994: B-Side Babies
- 1998: Super Hits
- 2000: Antbox (Box mit 3 CDs)
- 2001: The Complete Radio 1 Sessions
- 2003: The Essential Adam Ant
- 2005: Redux
- 2005: Adam Ant Remastered (Box mit 4 CDs)
- 2007: Dandy Highwaymen: The Best of
- 2011: Original Album Classics (Box mit 3 CDs)
- 2012: Playlist: The Very Best of Adam Ant
- 2016: Kings of the Wild Frontier Super Deluxe Edition

### EPs
| Jahr | Titel       | Höchstplatzierung, Gesamtwochen, AuszeichnungChartplatzierungen (Jahr, Titel, Platzierungen, Wochen, Auszeichnungen, Anmerkungen) | Höchstplatzierung, Gesamtwochen, AuszeichnungChartplatzierungen (Jahr, Titel, Platzierungen, Wochen, Auszeichnungen, Anmerkungen) | Höchstplatzierung, Gesamtwochen, AuszeichnungChartplatzierungen (Jahr, Titel, Platzierungen, Wochen, Auszeichnungen, Anmerkungen) | Höchstplatzierung, Gesamtwochen, AuszeichnungChartplatzierungen (Jahr, Titel, Platzierungen, Wochen, Auszeichnungen, Anmerkungen) | Anmerkungen                                              |
| Jahr | Titel       | DE | AT | UK | US | Anmerkungen                                              |
| ---- | ----------- | --- | --- | --- | --- | -------------------------------------------------------- |
| 1982 | The B-Sides | — | — | UK46 (1 Wo.)UK | — | Erstveröffentlichung: 5. März 1982 als Adam and the Ants |

Weitere EPs
- 1988: Four Play Volume Twelve
- 2003: Save the Gorilla

### Singles
| Jahr | Titel Album                                         | Höchstplatzierung, Gesamtwochen, AuszeichnungChartplatzierungen (Jahr, Titel, Album, Platzierungen, Wochen, Auszeichnungen, Anmerkungen) | Höchstplatzierung, Gesamtwochen, AuszeichnungChartplatzierungen (Jahr, Titel, Album, Platzierungen, Wochen, Auszeichnungen, Anmerkungen) | Höchstplatzierung, Gesamtwochen, AuszeichnungChartplatzierungen (Jahr, Titel, Album, Platzierungen, Wochen, Auszeichnungen, Anmerkungen) | Höchstplatzierung, Gesamtwochen, AuszeichnungChartplatzierungen (Jahr, Titel, Album, Platzierungen, Wochen, Auszeichnungen, Anmerkungen) | Anmerkungen                                                   |
| Jahr | Titel Album                                         | DE | AT | UK | US | Anmerkungen                                                   |
| ---- | --------------------------------------------------- | --- | --- | --- | --- | ------------------------------------------------------------- |
| 1980 | Kings of the Wild Frontier                          | — | — | UK2 (18 Wo.)UK | — | Erstveröffentlichung: 25. Juli 1980 als Adam and the Ants     |
| 1980 | Dog Eat Dog Kings of the Wild Frontier              | — | — | UK4 Silber · (16 Wo.)UK | — | Erstveröffentlichung: 3. Oktober 1980 als Adam and the Ants   |
| 1980 | Antmusic Kings of the Wild Frontier                 | — | — | UK2 (18 Wo.)UK | — | Erstveröffentlichung: 28. November 1980 als Adam and the Ants |
| 1980 | Young Parisians –                                   | — | — | UK9 Silber · (13 Wo.)UK | — | Erstveröffentlichung: 1980 als Adam and the Ants              |
| 1981 | Zerox Dirk Wears White Sox                          | — | — | UK45 (9 Wo.)UK | — | Erstveröffentlichung: 1981 als Adam and the Ants              |
| 1981 | Cartrouble Dirk Wears White Sox                     | — | — | UK33 (9 Wo.)UK | — | Erstveröffentlichung: 1981 als Adam and the Ants              |
| 1981 | Stand and Deliver Prince Charming                   | DE8 (22 Wo.)DE | AT9 (4 Wo.)AT | UK1 Gold · (15 Wo.)UK | — | Erstveröffentlichung: 1. Mai 1981 als Adam and the Ants       |
| 1981 | Prince Charming                                     | DE10 (19 Wo.)DE | AT14 (8 Wo.)AT | UK1 Gold · (12 Wo.)UK | — | Erstveröffentlichung: 4. September 1981 als Adam and the Ants |
| 1981 | Ant Rap Prince Charming                             | DE40 (14 Wo.)DE | — | UK3 Gold · (10 Wo.)UK | — | Erstveröffentlichung: 4. Dezember 1981 als Adam and the Ants  |
| 1982 | Deutscher Girls –                                   | DE66 (3 Wo.)DE | — | UK13 (6 Wo.)UK | — | Erstveröffentlichung: 12. Februar 1982 als Adam and the Ants  |
| 1982 | Goody Two Shoes Friend or Foe                       | DE5 (20 Wo.)DE | — | UK1 Silber · (11 Wo.)UK | US12 (21 Wo.)US | Erstveröffentlichung: 7. Mai 1982                             |
| 1982 | Friend or Foe                                       | DE31 (8 Wo.)DE | — | UK9 (8 Wo.)UK | — | Erstveröffentlichung: 11. September 1982                      |
| 1982 | Desperate but Not Serious Friend or Foe             | — | — | UK33 (7 Wo.)UK | US66 (8 Wo.)US | Erstveröffentlichung: 19. November 1982                       |
| 1983 | Puss’n Boots Strip                                  | DE67 (3 Wo.)DE | — | UK5 Silber · (12 Wo.)UK | — | Erstveröffentlichung: 1983                                    |
| 1983 | Strip                                               | — | — | UK41 (6 Wo.)UK | US42 (13 Wo.)US | Erstveröffentlichung: 1983                                    |
| 1984 | Apollo 9 Vive le Rock                               | — | — | UK13 (8 Wo.)UK | — | Erstveröffentlichung: 1984                                    |
| 1985 | Vive le Rock                                        | — | — | UK50 (4 Wo.)UK | — | Erstveröffentlichung: 1985                                    |
| 1990 | Room at the Top Manners and Physique                | — | — | UK13 (7 Wo.)UK | US17 (16 Wo.)US | Erstveröffentlichung: 1990                                    |
| 1990 | Can’t Set the Rules About Love Manners and Physique | — | — | UK47 (2 Wo.)UK | — | Erstveröffentlichung: 1990                                    |
| 1995 | Wonderful                                           | — | — | UK32 (3 Wo.)UK | US39 (19 Wo.)US | Erstveröffentlichung: 1995                                    |
| 1995 | Gotta Be a Sin Wonderful                            | — | — | UK48 (2 Wo.)UK | — | Erstveröffentlichung: 1995                                    |

Weitere Singles
- 1986: Out of Bounds (mit Stewart Copeland)
- 1990: Rough Stuff
- 1995: Beautiful Dreams
- 2012: Cool Zombie

### Videoalben
- 1981: King of the Wild Frontier – Live in Japan
- 1982: The Prince Charming Revue
- 1986: Hits
- 1990: Antics in the Forbidden Zone
- 1993: Antmusic: The Very Best of Adam Ant
- 2000: Antvideo
- 2006: Stand and Deliver: The Very Best of Adam & the Ants
- 2014: The Blueblack Hussar
- 2015: Dirk Live at the Apollo

### Beteiligungen an Soundtracks
- 1978: Deutscher Girls / Plastic Surgery (Film: Jubilee)
- 1985: What’s Going On (Film: Metropolis)
- 1986: Out of Bounds (Film: Out of Bounds)
- 2006: Kings of the Wild Frontier (Film: Marie Antoinette)
- 2008: Strip (Film: Leg dich nicht mit Zohan an)

## Auszeichnungen für Musikverkäufe
| Goldene Schallplatte - Neuseeland - 1981: für das Album Kings of the Wild Frontier |

Anmerkung: Auszeichnungen in Ländern aus den Charttabellen bzw. Chartboxen sind in ebendiesen zu finden.
| Land/RegionAuszeichnungen für Musikverkäufe (Land/Region, Auszeichnungen, Verkäufe, Quellen) | Silber     | Gold       | Platin     | Verkäufe  | Quellen         |
| -------------------------------------------------------------------------------------------- | ---------- | ---------- | ---------- | --------- | --------------- |
| Neuseeland (RMNZ)                                                                            | —          | Gold1      | —          | 10.000    | Einzelnachweise |
| Vereinigte Staaten (RIAA)                                                                    | —          | 2× Gold2   | —          | 1.000.000 | riaa.com US2    |
| Vereinigtes Königreich (BPI)                                                                 | 6× Silber6 | 8× Gold8   | 2× Platin2 | 3.720.000 | bpi.co.uk       |
| Insgesamt                                                                                    | 6× Silber6 | 11× Gold11 | 2× Platin2 |           |                 |

## Künstlerauszeichnungen und Nominierungen
| Jahr | Nominierte Arbeit          | Auszeichnung                                | Ergebnis  |
| ---- | -------------------------- | ------------------------------------------- | --------- |
| 1982 | Adam and the Ants          | Grammy Award: Best New Artist               | Nominiert |
| 1982 | Kings of the Wild Frontier | BRIT Award: Best British Album              | Gewonnen  |
| 1982 | Stand and Deliver          | Ivor Novello Award: Songwriters of the Year | Gewonnen  |
| 2008 | Adam Ant                   | Q Award: Q Icon                             | Gewonnen  |

## TV- und Film-Rollen
- Jubilee (1977)
- Cannon and Ball Show (1982), TV-Episode
- Der Equalizer (1985), TV-Episode
- Nomads – Tod aus dem Nichts (1986)
- Amazing Stories Staffel 2 (1986)
- Honda Advert (1986), mit Grace Jones
- Cold Steel (1987)
- Sledge Hammer! (1987), TV-Episode
- Blondinen sterben früher (Slam Dance) (1987)
- Unglaubliche Geschichten (1987), TV-Episode
- Out of Time (1988)
- Lost World – Die letzte Kolonie (World Gone Wild) (1988), als Derek Abernathy
- Trust Me (1989)
- Heiße Nächte in L.A. (1991)
- Ausgerechnet Alaska (1992), TV-Episode (Folge Heroes – als „Brad Bonner“)
- Spellcaster (1992)
- Geschichten aus der Gruft (1992), TV-Episode
- Acting on Impulse (1993)
- Love Bites (1993)
- Batman (1995), TV-Episode
- Cyber Bandits (1995)
- Desert Winds (1995)
- Drop Dead Rock (1995)
- Face Down (1996)
- Lover’s Knot (1996)
- Junk (1997), britischer Kurzfilm
- Nikita (1999), TV Episode
- Sweetwater (1999), Fernsehfilm basierend auf der amerikanischen Rock-Band.

## Theaterengagements
- Seid nett zu Mr. Sloane (1985)
- West (1993)
- Be Bop a Lula (1993)
- Funeral Games (1996)